# Karasu (Euphrate)
Pour les articles homonymes, voir Karasu.
La rivière Karasu ou Kara Sou (en turc : Karasu, eau noire) désignant non la couleur de ses eaux mais indiquant simplement leur provenance "nordique" (Kara indiquant le nord) avec la rivière Murat forment le cours supérieur de l'Euphrate. Elle est longue de 450 km et prend sa source dans les monts Kargapazari (en turc : Kargapazari Daǧları, monts du marché des corbeaux), sur les flancs du Dumlu Daǧ (3 169 m) à 35 km au nord d'Erzurum. 
La rivière Karasu arrose la ville d'Erzurum puis d'Erzincan. En aval d'Erzincan elle prend le nom d'Euphrate, il est même considéré comme l'Euphrate véritable. Le fleuve est grossi par le Murat Nehri dans le lac du barrage de Keban.
Le Karasu était appelé Téléboas, (en grec : Τηλεβόας) signifiant « dont les cris ou le bruit s'entendent au loin » (télé- « loin », boao « je crie »).